# Giải bóng đá ngoại hạng Iraq 1987-88
Giải bóng đá ngoại hạng Iraq 1987–88 là mùa giải thứ 14 của giải đấu kể từ khi thành lập năm 1974. Al-Rasheed giành chức vô địch thứ hai liên tiếp, và vô địch Cúp bóng đá Iraq 1987–88 để hoàn tất cú đúp danh hiệu lần thứ hai liên tiếp.

## Bảng xếp hạng
| Vị thứ | Đội bóng       | St | T  | H  | B  | BT | BB | HS  | Đ  | Giành quyền hoặc xuống hạng                                   |
| 1      | Al-Rasheed (C) | 30 | 20 | 7  | 3  | 62 | 15 | +47 | 47 | Vòng loại Giải vô địch bóng đá các câu lạc bộ châu Á 1988–89  |
| 1      | Al-Rasheed (C) | 30 | 20 | 7  | 3  | 62 | 15 | +47 | 47 | Vòng bảng Giải vô địch bóng đá các câu lạc bộ Ả Rập 1988 1    |
| 2      | Al-Jaish       | 30 | 18 | 7  | 5  | 37 | 13 | +24 | 43 |                                                               |
| 3      | Al-Tayaran     | 30 | 18 | 5  | 7  | 42 | 26 | +16 | 41 |                                                               |
| 4      | Al-Shabab      | 30 | 12 | 13 | 5  | 31 | 17 | +14 | 37 | Vòng sơ loại Giải vô địch bóng đá các câu lạc bộ Ả Rập 1988 1 |
| 5      | Al-Zawraa      | 30 | 14 | 8  | 8  | 32 | 23 | +9  | 36 |                                                               |
| 6      | Al-Sinaa       | 30 | 10 | 14 | 6  | 26 | 21 | +5  | 34 |                                                               |
| 7      | Al-Naft        | 30 | 13 | 5  | 12 | 35 | 40 | –5  | 31 |                                                               |
| 8      | Al-Talaba      | 30 | 8  | 14 | 8  | 25 | 31 | –6  | 30 |                                                               |
| 9      | Al-Shorta      | 30 | 10 | 9  | 11 | 23 | 28 | –5  | 29 |                                                               |
| 10     | Al-Tijara      | 30 | 7  | 14 | 9  | 21 | 27 | –6  | 28 |                                                               |
| 11     | Al-Bahri       | 30 | 8  | 10 | 12 | 21 | 31 | –10 | 26 |                                                               |
| 12     | Al-Minaa       | 30 | 5  | 13 | 12 | 22 | 34 | –12 | 23 |                                                               |
| 13     | Salahaddin     | 30 | 4  | 14 | 12 | 26 | 33 | –7  | 22 |                                                               |
| 14     | Al-Mosul       | 30 | 4  | 12 | 14 | 18 | 34 | –16 | 20 |                                                               |
| 15     | Erbil          | 30 | 6  | 8  | 16 | 25 | 45 | –20 | 20 |                                                               |
| 16     | Al-Najaf       | 30 | 2  | 9  | 19 | 15 | 47 | –32 | 13 |                                                               |

1 Là đương kim vô địch giải đấu, Al-Rasheed tự động giành quyền tham gia Giải vô địch bóng đá các câu lạc bộ Ả Rập, có nghĩa là Iraq được thêm một suất khác trong giải đấu. Vì lý do không rõ ràng, vị trí này dành cho đội xếp thứ tư Al-Shabab mà không phải á quân giải vô địch Al-Jaish hay á quân cúp Al-Zawraa.

## Vua phá lưới
| Vị thứ | Cầu thủ            | Bàn thắng | Đội bóng   |
| ------ | ------------------ | --------- | ---------- |
| 1      | Rahim Hameed       | 15        | Al-Jaish   |
| 2      | Tariq Abdul-Rahman | 12        | Erbil      |
| 3      | Karim Hadi         | 11        | Al-Shabab  |
| 4      | Younis Abid Ali    | 10        | Al-Rasheed |